# 13th Planet Records
13th Planet Records is een onafhankelijk platenlabel opgericht in 2004 door de voorman van de (hoofdzakelijk "Indie rock") band Ministry Al Jourgensen en diens vrouw Angelina.
13th Planet is een artiestenvriendelijk platenlabel, en wordt omringd door diverse gebieden van de muziekindustrie, waaronder artiestenmanagement, tournees, muziekpubliciteit en ook een volledige oefen- en opnamestudio. Het label wordt gedistribueerd door Sony BMG Muziek Entertainment/RED Distribution (een dochteronderneming van Sony).